# Музика Степан
Степан Музика (нар. 1922, Красносільці, Збаразький район, Тернопільщина — пом. 13 березня 1944, Кип'ячка, Тернопільщина) — діяч ОУН.

## Життєпис
Степан Музика народився 1922 року в Красносільцях Збаразького району Тернопільщини. Проживав у селі Великі Гаї поблизу Тернополя. 
З юнацьких років брав активну участь у культурно-просвітницькому житті села. Під час німецької окупації вступає в ряди ОУН і працює станичним села. 
Під час відступу німецької армії був убитий німецьким жандармом 13 березня 1944 року в селі Кип'ячка на Тернопільщині.